# Istarski gonic
Istarski gonic, även istrisk stövare är en hundras från halvön Istrien i Kroatien vilken används som jakthund, och den räknas som en stövare i Sverige.
Den kan vara korthårig eller strävhårig, vilka räknas som separata raser, med var sin rasstandard.

## Historia
Drivande hundar från Istrien med samma karakteristiska färgteckning finns avbildade i regionen sedan renässansen; i Mariakapellet i  Berem nära Pazin finns en freskomålning från 1474. Den strävhåriga varianten är av senare datum; den tillkom genom inkorsning av österrikiska och franska stövare under 1800-talet. Denna variant som är något högre och tyngre deltog första gången på hundutställning i Wien 1866. 1924 startades stamboken för de korthåriga som erkändes av Fédération Cynologique Internationale (FCI) 1949. Rasstandard skrevs dock inte förrän 1969.

## Egenskaper
Från början användes hundarna som viltspårhundar för jakt på högvilt. Med tiden har de framförallt använts för jakt på hare och räv samt vildsvin. Traditionellt använder kroatiska jägare två hundar: en äldre väl injagad hund och en unghund som får följa med för att lära sig. Rasen har ett klart klingande drevskall.

## Utseende

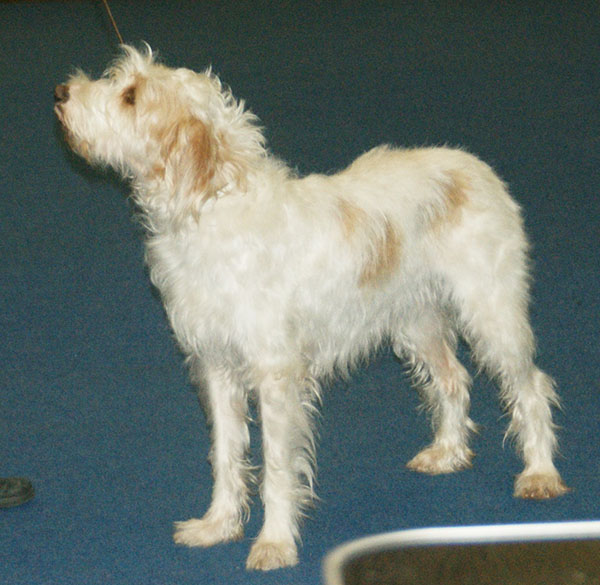
Strävhårig istarski gonic.

Färgen beskrivs i standarden som snövit med enstaka orangea tecken, främst på öronen, men de kan även förekomma på huvudet, vid svansroten eller på kroppen.